# Disputats
 Denne artikel omhandler overvejende eller alene danske forhold. Hjælp gerne med at gøre artiklen mere almen.
En disputats – også kaldet doktordisputats eller doktorafhandling – er en afhandling, der ligger til grund for tildelingen af en doktorgrad. Disputatsen skal forsvares ved en disputation. (Er der tale om en ph.d.-grad taler man ikke om en disputats, men om en ph.d.-afhandling)
I Bekendtgørelse om doktorgrader fra 14. august 1996 hedder det:
§3. Stk. 2. Tildelingen af doktorgraden skal være udtryk for anerkendelse af, at forfatteren har betydelig videnskabelig indsigt og modenhed og med sin afhandling har bragt videnskaben et væsentligt skridt videre.
§ 5. En doktorafhandling kan bestå af en afhandling eller flere afhandlinger, der er beslægtede i emnekreds eller metode. Består en doktorafhandling af flere afhandlinger, skal der tillige indgå en sammenfattende redegørelse for de forskningsresultater, forfatteren mener at have opnået.
Der er således ikke noget krav til omfanget af disputatsen. Blandt de kortere af slagsen kan 
nævnes Niels Bohrs Studier over Metallernes Elektrontheori fra 1911 på 120 sider og Henry Bruuns Birger Laxmand og Birger Gunnersen. Studier over dansk politik omkring 1500 fra 1959 på 155 sider, der begge i omfang ikke er meget længere end det speciale, der normalt afslutter en kandidatuddannelse. De længste disputatser kan omvendt brede sig over mere end 1.000 sider. Som eksempel kan nævnes Carsten Porskrog Rasmussens Rentegods og hovedgårdsdrift. Godsstrukturer og godsøkonomi i hertugdømmet Slesvig 1524-1770 fra 2003, der består af et bind på 685 sider med selve fremstillingen og et bind på 484 sider med godsoversigter og altså i alt er på 1.169 sider.

## Disputatsens historie i Danmark
Disputatser blev oprindelig skrevet på latin. Martin Hammerich fik som den første i 1836 godkendt en disputats skrevet på dansk, Om Ragnaroksmythen og dens Betydning i den oldnordiske Religion, hvormed han blev magister, der dengang næsten svarede til doktorgraden ved Det Filosfiske Fakultet (nu Det Humanistiske Fakultet) ved Københavns Universitet. Det var dog først fra 1854, at der blev givet almen tilladelse til at benytte det danske sprog i disputatser, og først i 1866 blev det påbudt, at disputationen skulle foregå på dansk.
Disputatsen forfattes i dag af den, der ønsker at erhverve doktorgraden, men historisk set har dette ikke altid været tilfældet. Oprindeligt forfattede promotor, det pågældende fakultets dekan, en række theses, teser, hvorefter doktoranden ved en disputation skulle forsvare disse teser som respondent under angreb fra opponenter. Til tider tog disse teser form som en egentlig afhandling, en disputats.
Ved Det Teologiske Fakultet var denne praksis normen til og med 1675, hvilket år dekan Hans Wandal forfattede en disputats, og hele 11 doktorander optrædte som respondenter over flere dage fra 2. juni og 10. juni blev promoveret som doktorer. Herefter gik man over til, at doktoranden selv forfattede afhandlingen, hvilket Christian Nold blev den første til at gøre i 1678.
Doktorer fra Det Juridiske Fakultet var ret sjældne før 1736, hvorfor det kan være lidt svært at slutte sig til, om det normale var, at doktoranden forfattede disputatsen. I tiden efter reformationen blev Robert Gildsheim doktor i 1544 uden afhandling, og den næste, Charisius, blev i 1603 doktor ved at respondere ved Theophili theses de tutela, der som navnet antyder var skrevet af professor Nicolaus Theophilus. De tre næste var alle professorer, før de blev doktorer, så måske var det derfor, at de selv forfattede den disputats, de forsvarede. Det drejede sig om Claus Plum i 1621, Peder Lauridsen Scavenius i 1657 og Cosmus Bornemann i 1668. Fra og med reformationsfesten i 1736 blev doktorpromotioner mere almindelige ved Det Juridiske Fakultatet, og disputatserne blev nu som regel forfattet af doktoranden. I 1750 disputerede J.F. Bruns dog over en disputats skrevet af P. Kofod Ancher.
Ved Det Medicinske Fakultet blev Cornelius Hamsfort i 1544 den eneste i 1500-tallet, der blev promoveret som doktor, og det skete uden disputation. De to næste, Villads Nielsen Adamsen i 1603 og Christen Lauridsen Bording i 1611, forsvarede teser forfattet af Thomas Fincke. Heller ikke Chr. Stougaard i 1640 skrev selv "afhandlingen", der var libri 2 sectio 3 af Ole Worms Institutionum medicarum epitome. Først Frederik Arnisæus, der blev doktor i 1654, forfattede selv disputatsen, hvilket herefter blev den faste fremgangsmåde.
Doktorgraden ved Det Filosofiske Fakultet kom først til i 1824 og magistergraden fungerede indtil da som den højeste grad. Også her forsvaredes normalt theses skrevet af promotor, men da man i 1775 indførte en magistergrad i filologi, som gav adgang til skoleembeder, skete der visse ændringer. Magistergraden i filosofi blev næppe uddelt ved disputation før magistergraden i filologi forsvandt i 1788. Og ved den nye magistergrad skulle kandidaten – efter bestået examen philologicum med godt resultat – i dekanens hus forfatte en afhandling om emne givet af dekanen med et godt latinsk leksikon som eneste tilladte hjælpemiddel. Denne afhandling har i sagens natur næppe haft den store lighed med en disputats, men man kunne få dispensation fra examen philologicum mod at man lod afhandlingen trykke og forsvarede den offentligt som en disputats. Det valgte bl.a. Rasmus Nyerup i 1784.
Først med universitetsfundatsen af 1788 blev det udtrykkeligt slået fast, at doktoranden ved alle fakulteter skulle forsvare en disputats, han selv havde forfattet. Allerede i 1782 finder man dog i en kabinetsordre af 10. august, der findes i en kancelliskrivelse af 15. august, formuleringer, som må betyde, at en disputats forfatter også var doktoranden.
I 1900-tallet blev grundlagt nye universiteter i Danmark. Det første var Aarhus Universitet i 1928. Efter forhandlinger med Københavns Universitet (dengang Universitetet) og kongeligelig anordning fandt det første disputatsforsvar ved Aarhus Universitet sted 19. oktober 1940. Museumsinspektør, cand.mag. Helge Søgaard forsvarede afhandlingen "Haandværkerlavene i Aarhus under Enevælden" for den filosofiske doktorgrad. Ugen efter forsvarede Wolmer Clemmensen"De religiøse Systemers Indflydelse paa de erhvervsetiske Princippers Udvikling i Danmark fra Reformationen indtil det nittende Aarhundredes Begyndelse".

## Ekstern henvisning
- Excelfil med oversigt over disputatser fra Aarhus Universitet